# Subterfuge (deutsche Band)
Subterfuge ist eine deutsche Indie-Pop-Band aus Düsseldorf.

## Geschichte
Als Teenager lernten sich Thomas Baumhoff und Lars Schmidt in Düsseldorf kennen. Nach drei gemeinsamen Jahren als Gitarristen in der New-Wave-Band Charming Crime stiegen die beiden 1991 dort aus, um eigene Songs zu schreiben und mit Schlagzeuger Mark Specht Subterfuge zu gründen. Kurz vor Veröffentlichung des Debütalbums Fabulous ergänzte Bassist Kai Blankenberg das Lineup. Nach Veröffentlichung des zweiten Albums Marc übernahm Daniel Klingen am Schlagzeug und die Band begann, in Deutschland zu touren und in Radio und Musikfernsehen aufzutreten.
In den Folgejahren komplettierten Tom Blankenberg (Keyboards) und Lorenz Naumann (Gitarre, Bass, Keyboards) die Besetzung. Es folgten die Alben I Do Birds und The Legedary Eifel Tapes produziert von O.L.A.F. Opal  sowie die Zusammenstellung Fabulous Friends, auf der 28 befreundete Bands (u. a. Slut, Paula, Liquido, Monta, Pale, Nova International, Virginia Jetzt!, Readymade, Samba u. v. m.) jeweils einen Song der ersten Platte Fabulous nachspielten. Nach einer vorerst letzten Tour gemeinsam mit Ken Stringfellow in 2007 pausierte die Band.
Seit Veröffentlichung der Compilation etc... aus B-Seiten, Outtakes, Beiträgen für Sampler und Remixen wurden Subterfuge 2021 in kompletter Besetzung mit Konzerten wieder aktiv, haben vier Singles sowie 2022 das Album Dots. veröffentlicht, das für den Preis der deutschen Schallplattenkritik in den Kategorien Pop und Rock nominiert wurde.  Weiterhin wurde die Band vom NRW KULTURsekretariat und dem Landesmusikrat Nordrhein-Westfalens für den popNRW Preis als Outstanding Artist nominiert. 

## Diskografie

### Alben
- 1993: Fabulous (Wolverine Records)
- 1996: Marc (Langstrumpf Records)
- 2001: I Do Birds (Blickpunkt Pop, Philter Records)
- 2003: Fabulous Friends (Supermodern Music)
- 2005: The Legendary Eifel Tapes (Supermodern Music)
- 2020: etc... (Less Records)
- 2022: Dots. (Less Records)

### Singles
- 1992: And Again (Tape Demo)
- 1997: Subterfuge/Soap (Split 7", Blurr Records)
- 2001: Silly Girl (Blickpunkt Pop)
- 2001: I Do Birds (Blickpunkt Pop)
- 2005: No More Crooked Lines / Me & The January Girl (Supermodern Music)
- 2005: I Think of You When My Phone Doesn’t Ring (Supermodern Music)
- 2007: The Good Good (Lolila Records)
- 2021: Stephanie Said (Less Records)
- 2021: The Snake Wife (Less Records)
- 2021: The Good Good (Less Records)
- 2022: Why Do I Always Fail to Win (Less Records)